# Convolvulus hamphilahensis
Convolvulus hamphilahensis är en vindeväxtart som beskrevs av Terracc.. Convolvulus hamphilahensis ingår i släktet vindor, och familjen vindeväxter. Inga underarter finns listade i Catalogue of Life.